# Tóth-Kurucz János (tanár)
Tóth-Kurucz János (Izsa, 1878. május 5. – Dunaalmás, 1969. március 21.) középiskolai tanár, amatőr régész, az izsa-leányvári római erőd ásatója.

## Élete
Iskoláit Pápán, Selmecbányán és Győrben végezte. Komáromban mint vártüzér volt katona. 1900-1902 között Jászapátiban tanított, majd beiratkozott Budapesten a történelem szakra. Doktori disszertációját a leányvári katonai tábor, Celemantia régészeti feltárásának szentelte. 1944-ben nyugdíjba vonult, ezután Dunaalmáson élt. További kutatásokat végzett a Duna bal parti szakaszain, de ezek eredményeit már nem közölte.

## Művei
- 1907 Leányvár, A komáromvármegyei és városi muzeum-egyesület 1906. évi értesítője XX. (XII), 40-68.
- 1908 A leányvári ásatások folytatása 1907-ben, A komáromvármegyei és városi muzeum-egyesület 1907. évi értesítője XXI. (XIII), 42-56.
- 1909 A leányvári ásatások folytatása 1908-ban, A komáromvármegyei és városi muzeum-egyesület 1908. évi értesítője XXII. (XIV), 46-55.
- 1909 A komáromi molnár-céhek története. Komáromi Lapok 1909/33, 5
- 1910 A leányvári ásatások folytatása 1909-ben, A komáromvármegyei és városi muzeum-egyesület 1909. évi értesítője XXIII. (XV), 90-94.
- 1914 Római nyomok a pannoniai Duna-Limes balpartján. Komárom